# Arrondissement Guingamp
Das Arrondissement Guingamp ist eine Verwaltungseinheit des französischen Départements Côtes-d’Armor innerhalb der Region Bretagne. Verwaltungssitz (Unterpräfektur) ist Guingamp.

## Wahlkreise
Im Arrondissement liegen sieben Wahlkreise (Kantone):
- Kanton Bégard (mit 14 von 23 Gemeinden)
- Kanton Callac
- Kanton Guingamp (mit neun von zehn Gemeinden)
- Kanton Paimpol (mit 13 von 23 Gemeinden)
- Kanton Plélo (mit zwölf von 22 Gemeinden)
- Kanton Plouha (mit zwölf von 17 Gemeinden)
- Kanton Rostrenen

## Gemeinden
Die Gemeinden des Arrondissements Guingamp sind:
| 1. Bégard (22004)                 | 2. Belle-Isle-en-Terre (22005)     | 3. Bon Repos sur Blavet (22107)  | 4. Boqueho (22011)                |
| 5. Bourbriac (22013)              | 6. Brélidy (22018)                 | 7. Bringolo (22019)              | 8. Bulat-Pestivien (22023)        |
| 9. Calanhel (22024)               | 10. Callac (22025)                 | 11. Canihuel (22029)             | 12. Carnoët (22031)               |
| 13. La Chapelle-Neuve (22037)     | 14. Châtelaudren-Plouagat (22206)  | 15. Coadout (22040)              | 16. Cohiniac (22045)              |
| 17. Duault (22052)                | 18. Le Faouët (22057)              | 19. Glomel (22061)               | 20. Gommenec’h (22063)            |
| 21. Gouarec (22064)               | 22. Goudelin (22065)               | 23. Grâces (22067)               | 24. Guingamp (22070)              |
| 25. Gurunhuel (22072)             | 26. Kerfot (22086)                 | 27. Kergrist-Moëlou (22087)      | 28. Kerien (22088)                |
| 29. Kermoroc’h (22091)            | 30. Kerpert (22092)                | 31. Landebaëron (22095)          | 32. Lanleff (22108)               |
| 33. Lanloup (22109)               | 34. Lannebert (22112)              | 35. Lanrivain (22115)            | 36. Lanrodec (22116)              |
| 37. Lanvollon (22121)             | 38. Lescouët-Gouarec (22124)       | 39. Locarn (22128)               | 40. Loc-Envel (22129)             |
| 41. Lohuec (22132)                | 42. Louargat (22135)               | 43. Maël-Carhaix (22137)         | 44. Maël-Pestivien (22138)        |
| 45. Magoar (22139)                | 46. Mellionnec (22146)             | 47. Le Merzer (22150)            | 48. Moustéru (22156)              |
| 49. Le Moustoir (22157)           | 50. Pabu (22161)                   | 51. Paimpol (22162)              | 52. Paule (22163)                 |
| 53. Pédernec (22164)              | 54. Peumerit-Quintin (22169)       | 55. Pléguien (22177)             | 56. Pléhédel (22178)              |
| 57. Plélauff (22181)              | 58. Plélo (22182)                  | 59. Plerneuf (22188)             | 60. Plésidy (22189)               |
| 61. Plévin (22202)                | 62. Ploëzal (22204)                | 63. Ploubazlanec (22210)         | 64. Plouëc-du-Trieux (22212)      |
| 65. Plouézec (22214)              | 66. Plougonver (22216)             | 67. Plouguernével (22220)        | 68. Plouha (22222)                |
| 69. Plouisy (22223)               | 70. Ploumagoar (22225)             | 71. Plounévez-Quintin (22229)    | 72. Plourac’h (22231)             |
| 73. Plourivo (22233)              | 74. Plouvara (22234)               | 75. Pludual (22236)              | 76. Plusquellec (22243)           |
| 77. Pommerit-le-Vicomte (22248)   | 78. Pont-Melvez (22249)            | 79. Pontrieux (22250)            | 80. Quemper-Guézennec (22256)     |
| 81. Rostrenen (22266)             | 82. Runan (22269)                  | 83. Saint-Adrien (22271)         | 84. Saint-Agathon (22272)         |
| 85. Saint-Clet (22283)            | 86. Saint-Connan (22284)           | 87. Saint-Fiacre (22289)         | 88. Saint-Gilles-les-Bois (22293) |
| 89. Saint-Gilles-Pligeaux (22294) | 90. Saint-Igeaux (22334)           | 91. Saint-Jean-Kerdaniel (22304) | 92. Saint-Laurent (22310)         |
| 93. Saint-Nicodème (22320)        | 94. Saint-Nicolas-du-Pélem (22321) | 95. Saint-Péver (22322)          | 96. Saint-Servais (22328)         |
| 97. Sainte-Tréphine (22331)       | 98. Senven-Léhart (22335)          | 99. Squiffiec (22338)            | 100. Trébrivan (22344)            |
| 101. Treffrin (22351)             | 102. Tréglamus (22354)             | 103. Trégomeur (22356)           | 104. Trégonneau (22358)           |
| 105. Tréguidel (22361)            | 106. Trémargat (22365)             | 107. Tréméven (22370)            | 108. Tréogan (22373)              |
| 109. Tressignaux (22375)          | 110. Trévérec (22378)              | 111. Yvias (22390)               |                                   |

## Neuordnung der Arrondissements 2017

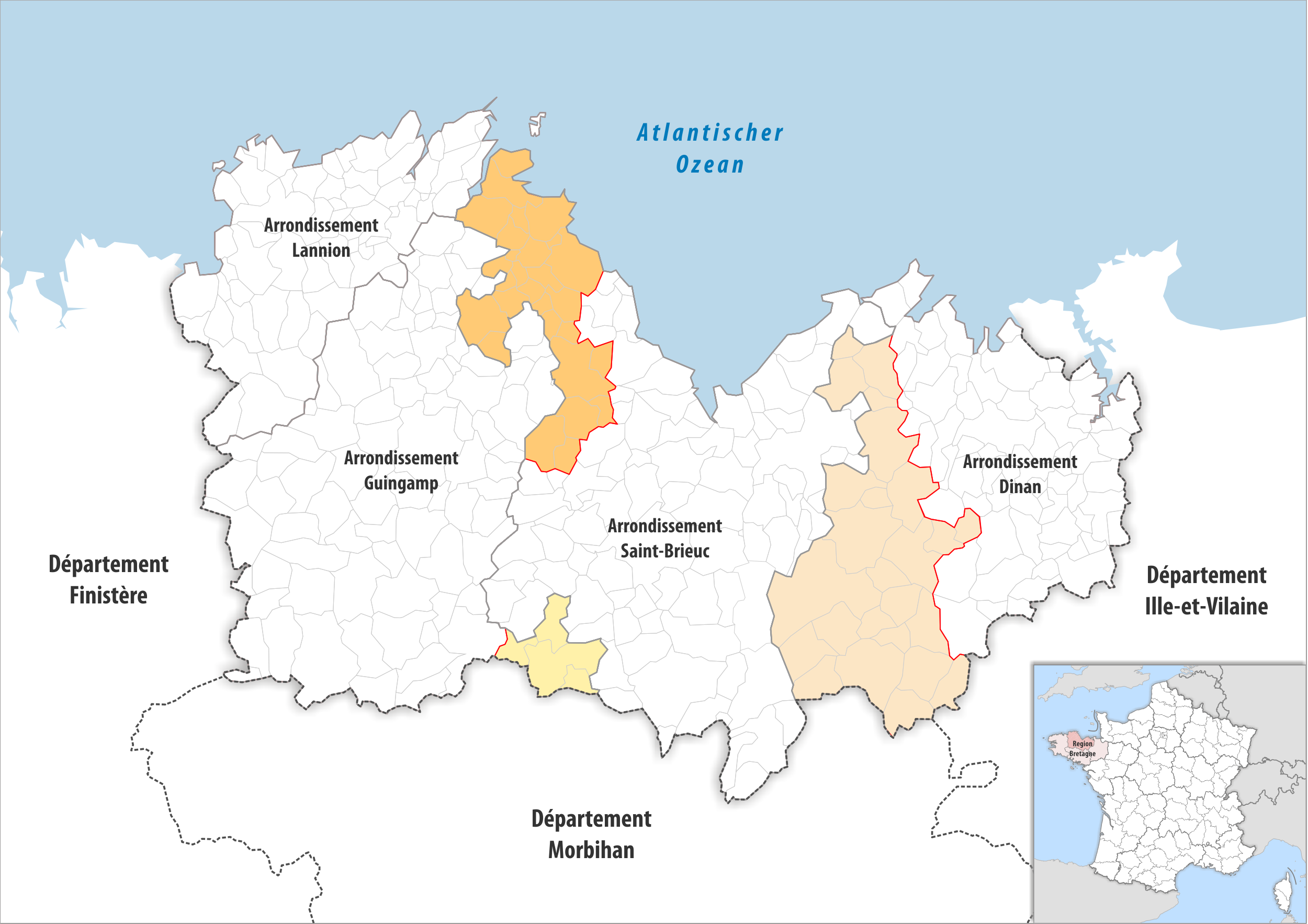
Arrondissementsanpassungen im Jahr 2017

Durch die Neuordnung der Arrondissements im Jahr 2017 wurden die 28 Gemeinden Boqueho, Cohiniac, Le Faouët, Gommenec’h, Kerfot, Lanleff, Lanloup, Lannebert, Lanvollon, Le Merzer, Paimpol, Pléguien, Pléhédel, Plélo, Plerneuf, Ploubazlanec, Plouézec, Plouha, Plouvara, Pludual, Plourivo, Pommerit-le-Vicomte, Trégomeur, Tréguidel, Tréméven, Tressignaux, Trévérec und Yvias aus dem Arrondissement Saint-Brieuc dem Arrondissement Guingamp zugewiesen. Die 4 Gemeinden Caurel, Guerlédan, Saint-Connec und Saint-Gilles-Vieux-Marché wechselten vom Arrondissement Guingamp zum Arrondissement Saint-Brieuc.

## Ehemalige Gemeinden seit 2016
bis 2018: Plouagat, Châtelaudren
bis 2016: Laniscat, Perret, Saint-Gelven